# Peter Firth
Peter Macintosh Firth (født 27. oktober 1953) er en engelsk skuespiller. Han er bedst kendt for sin rolle som Sir Harry Pearce i BBC-serien One Show Spooks; han er den eneste skuespiller, der har optrådt i hver episode af showets ti-seriens levetid. Han har givet et utal af yderligere tv- og filmoptrædener, især som Alan Strang i Equus (1977), der indbragte ham en Golden Globe- og Oscar-nominering for rollen.

## Filmografi

### Tv
- Victoria (2016)